# Eric Lux
Pour les articles homonymes, voir Lux et Éric Lux.

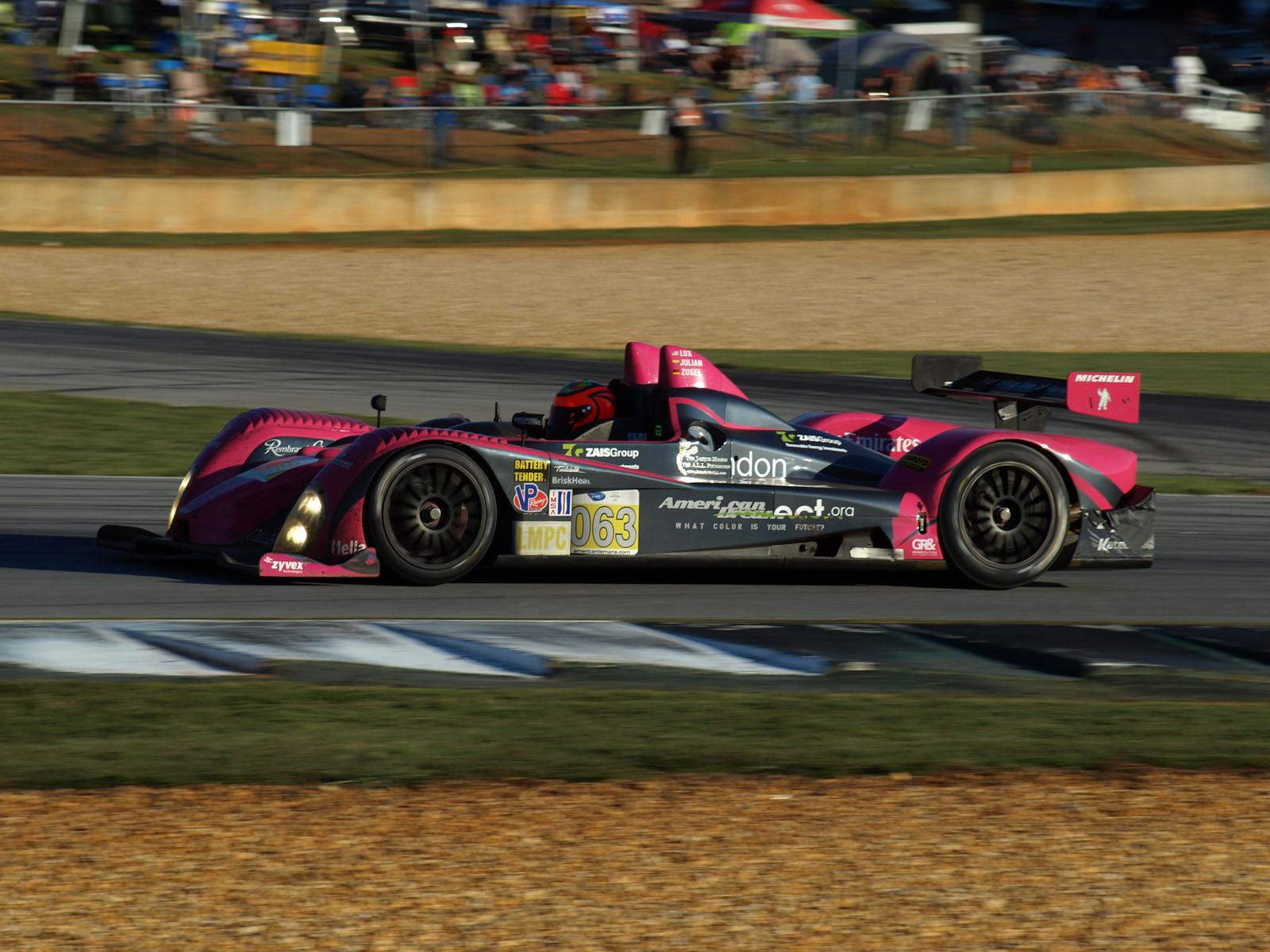
La LMPC 2011 du Genoa Racing

Eric Lux, né le 22 mars 1988, est un pilote automobile américain engagé en American Le Mans Series au sein du Dyson Racing.

## Biographie
Eric Lux est un pilote précoce puisqu'il est le premier pilote de 16 ans à terminer les 24 Heures de Daytona et le plus jeune vainqueur d'une course en Rolex Sports Car Series en remportant la course de Mid-Ohio.
Après une victoire au championnat American Le Mans Series 2011 dans la catégorie LMPC, il signe pour l'écurie Dyson Racing et passe dans la catégorie LMP1 en 2012.

## Palmarès
- American Le Mans Series
  - Titre pilote de la catégorie LMPC en 2011
  - Victoires à Lime Rock et à Laguna Seca dans la catégorie LMPC en 2011

## Résultats aux24 Heures du Mans
| Année | Équipe             | Équipiers                        | Voiture            | Classe | Tours | Pos. | Class Pos. |
| ----- | ------------------ | -------------------------------- | ------------------ | ------ | ----- | ---- | ---------- |
| 2013  | Greaves Motorsport | Alexander Rossi Tom Kimber-Smith | Zytek Z11SN-Nissan | LMP2   | 307   | 23e  | 10e        |